# Lepidophorum
Lepidophorum, monotipski rod glavočika smješten u tribus Anthemideae. Jedina je vrsta L. repandum zeljasta biljka žutih cvjetova s Pirenejskog poluotoka,

## Sinonimi
- Anthemis grisleyi Samp.
- Anthemis repanda L.
- Chamaemelum grisleyi (Samp.) Vasc.
- Lepidophorum grisleyi Samp.
- Verbesina repanda Pers.